# Liste der Kulturdenkmäler in Bausendorf
In der Liste der Kulturdenkmäler in Bausendorf sind alle Kulturdenkmäler der rheinland-pfälzischen Ortsgemeinde Bausendorf einschließlich des Ortsteils Olkenbach aufgeführt. Grundlage ist die Denkmalliste des Landes Rheinland-Pfalz (Stand: 10. August 2023).

## Einzeldenkmäler
| Bezeichnung                           | Lage                                                              | Baujahr                           | Beschreibung | Bild                           |
| ------------------------------------- | ----------------------------------------------------------------- | --------------------------------- | --- | ------------------------------ |
| Heiligenhäuschen                      | Bausendorf, Koblenzer Straße, bei Nr. 16 Lage                     | 18. oder 19. Jahrhundert          | rund geschlossener Mauerblock, 18. oder 19. Jahrhundert                                                                    | BW                             |
| Wegekapelle                           | Bausendorf, Koblenzer Straße, bei Nr. 30 Lage                     | 19. Jahrhundert                   | Putzbau, 19. Jahrhundert                                                                                                   | weitere Bilder Fotos hochladen |
| Katholische Pfarrkirche St. Servatius | Bausendorf, Kondelstraße 1 Lage                                   | 1865                              | vierachsiger Saalbau, 1865                                                                                                 | weitere Bilder Fotos hochladen |
| Wohnhaus                              | Olkenbach, Am Hohlberg 10 Lage                                    | erste Hälfte des 19. Jahrhunderts | Fachwerkhaus, teilweise massiv, Backofenvorbau, erste Hälfte des 19. Jahrhunderts                                          | BW                             |
| Katholische Filialkirche              | Olkenbach, Heinzerather Straße, bei Nr. 20 Lage                   | nach 1945                         | kleiner Saalbau, wohl kurz nach 1945                                                                                       | weitere Bilder Fotos hochladen |
| Katholische Kirche St. Bartholomäus   | Olkenbach, nordwestlich des Ortes bei der Heinzerather Mühle Lage | 17. Jahrhundert                   | gotisierender Saalbau, 17. Jahrhundert; Gesamtanlage mit umfriedetem Kirchhof und Kirchhofskreuz, bezeichnet 1657 und 1960 | weitere Bilder Fotos hochladen |